# أبابيل-3 (طائرة دون طيار)
طائرة أبابيل 3 المسيرة: وتعني بالفارسية السنونو، هي مسيرة قتالية إيرانية الصنع. صناعة شركة القدس لصناعة الطائرات.

## مواصفات الطائرة
زوّد الخبراء الإيرانيين الجيل الجديد من طائرات أبابيل-3 المسيرة بقنابل قائم الموجهة والذكية. كما ويمكن لطائرة أبابيل 3 بدون طيار القدرة على التحليق حتى ارتفاع 15 ألف قدم، ولمسافة 250 كيلومتر، وبوسعها إرسال الصور الملتقطة إلى محطات التحكم الأرضية أو أي نوع نظام إستقبال آخر، وتعمل بمحرك بوقود البنزين قادر على العمل 8 ساعات متواصلة. ويمكن لطائرة أبابيل-3 المسيرة أن تطير بسرعة تصل إلى 200 كيلومتر/ساعة (120 ميلاً في الساعة) وحتى 100 كيلو متر (62 ميل) وبحد أقصى للارتفاع التشغيلي يصل إلى 5000 متر (16000 قدم). ويمكنها تحمل الطيران لحوالي 4 ساعات.

## مشاركة طائرة أبابيل 3 في المناورات العسكرية
تعود الصور الأولى التي تم التقاطها لطائرة أبابيل 3 المسيرة إلى مناورة (النبي الأعظم) البحرية التي أُجريَت بالقرب من مضيق هرمز في شهر مايو 2010م. والمرة الثانية التي تم فيها التقاط صور لطائرة أبابيل 3 المسيرة، ترجع إلى  مناورة (النبي الأعظم) البحرية التي أُجريَت في عام 2012م. وآخر الصور التي تم التقاطها لهذا النوع من الطائرات ترجع إلى مناورة (مدافعين عن حرمة الولاية) الجوية التي أُجريَت في عام 2013م.

## الاستخدام الخارجي
سوريا: أظهرت صور جوية ملتقطة بواسطة طائرات بدون طيار، وجود طائرة أبابيل 3 الإيرانية، في مطار حماة العسكري.
 لبنان: هيمتلكها حزب الله اللبناني والتي حصل عليها من جمهورية إيران.
 اليمن: تُعتبَر مسيرة قاصف التي يستخدمها الحوثيون هي ذاتها أبابيل الإيرانية، وقد استخدمتها حركة أنصار الله الحوثية بالإضافة إلى عدة طائرات بدون طيار إيرانية الصنع لمهاجمة قوات التحالف سواءً داخل الحدود أو خارجها والتي حققت من خلالها عدة ضربات ناجحة.
 العراق: سلمت وزارة الدفاع الإيرانية هذا النوع من الطائرات المسيرة للقوات المسلحة الإيرانية لاستخدامها في عمليات مكافحة الإرهاب في شمال العراق.[بحاجة لمصدر]

## معرض الصور

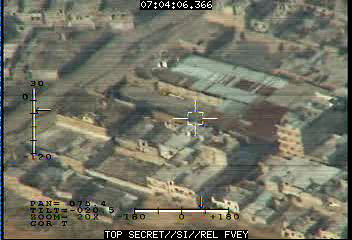
لقطة من تصوير فيديو لطائرة أبابيل فوق سوريا
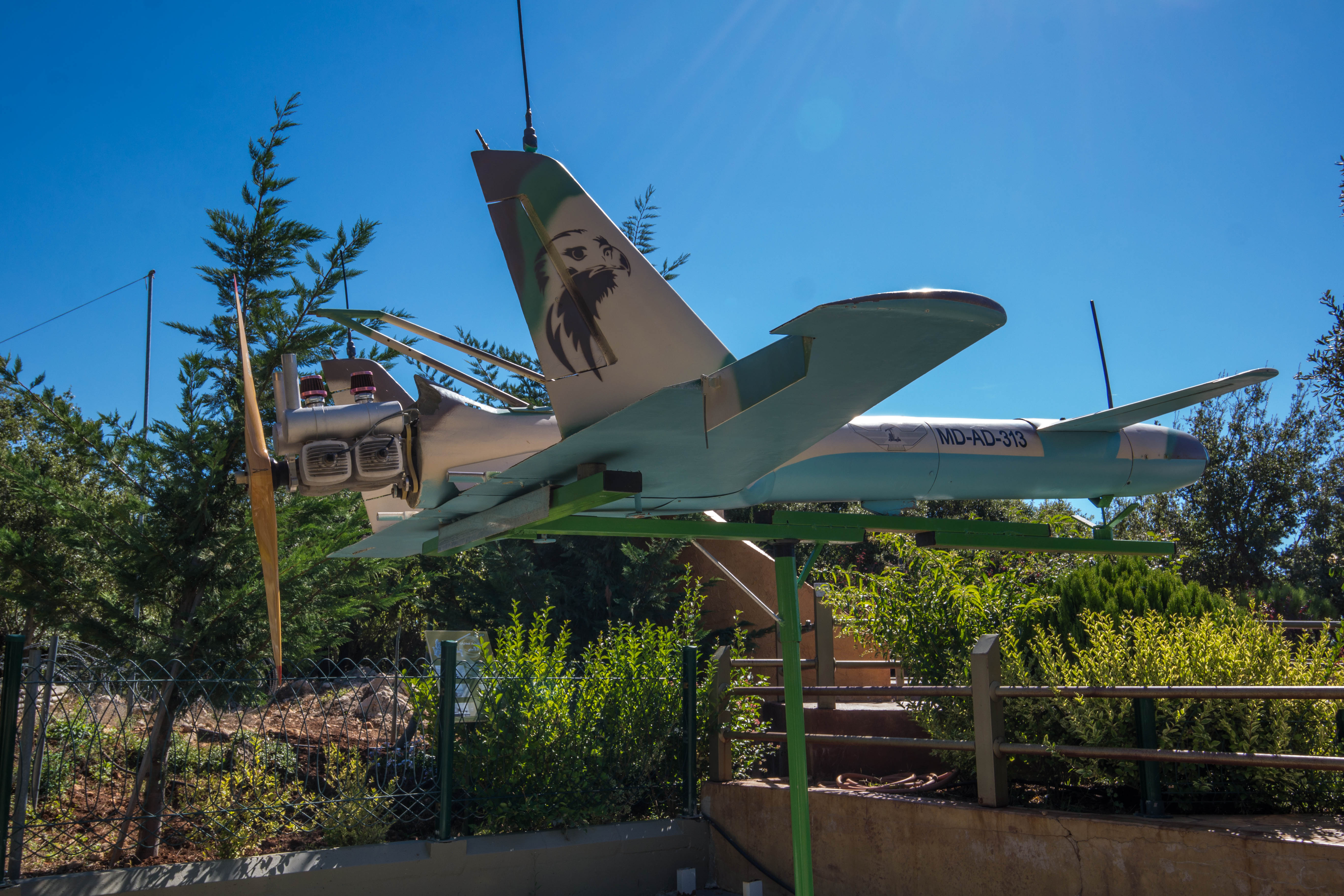
طائرة أبابيل 3، خلال عرضها في متحف بمليتا في جمهورية لبنان
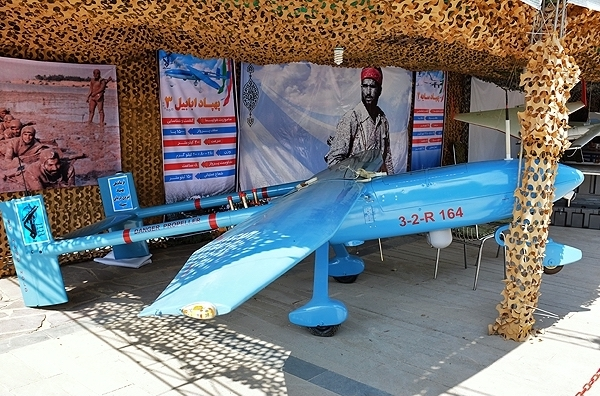
أبابيل 3 المسيرة